# Udo Arnold

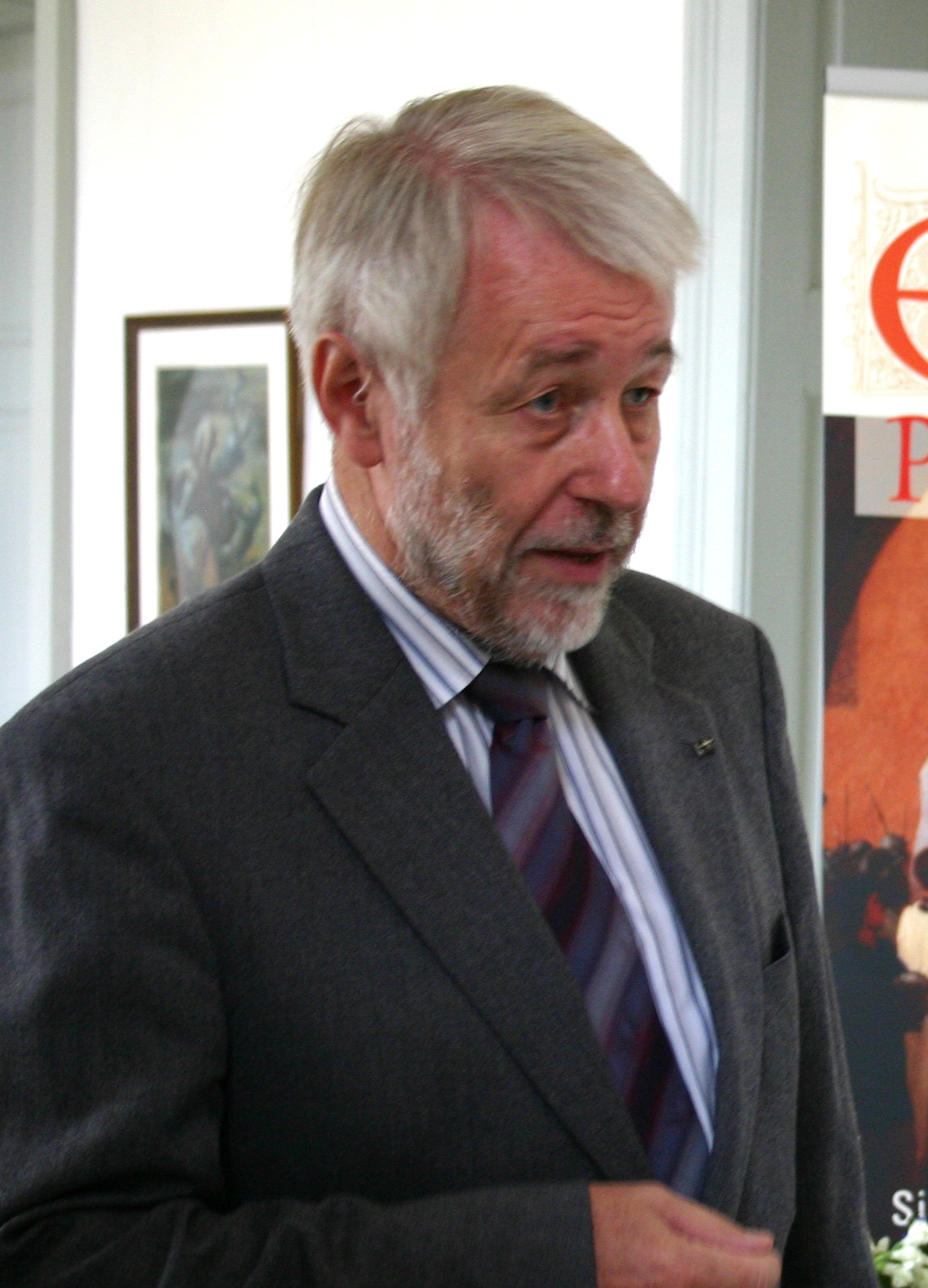
Udo Arnold (2009)

Udo Arnold (* 6. September 1940 in Leitmeritz, Reichsgau Sudetenland) ist ein deutscher Historiker und Hochschullehrer, der sich auf die Geschichte des Deutschen Ordens spezialisiert hat.

## Leben
Als Sohn eines Lehrerehepaars kam Arnold nach der Vertreibung der Deutschen aus der Tschechoslowakei ins Bergische Land. Nach dem Abitur am Gymnasium Bergneustadt studierte er Geschichte, Osteuropäische Geschichte, Germanistik, Musikwissenschaft, Philosophie, Pädagogik, Kunstgeschichte und Rechtswissenschaft an der Rheinischen Friedrich-Wilhelms-Universität Bonn. Am Historischen Seminar arbeitete er ab 1966 in einem Forschungsprojekt zur Landesgeschichte Preußens und zur Geschichte des Deutschen Ordens. 1967 magna cum laude zum Dr. phil. promoviert, leitete er ab 1968 das Deutschordenszentralarchiv in Wien.
Er kehrte 1970 nach Bonn zurück und habilitierte sich 1975 am Seminar für Geschichte, Didaktik der Geschichte und Politische Bildung der Pädagogischen Hochschule Rheinland. 1978 zum außerplanmäßigen Professor ernannt, vertrat er bis 1980 an der Universität Hannover den Lehrstuhl für Mediävistik. Ab 1986 leitete er den Projektbereich Ostdeutsche Landesgeschichte an der Universität Bonn. 1992 erhielt er eine Gastprofessur an der Universität Toruń, der er als Erasmus-Beauftragter verbunden blieb. Seit 1992 im Wechsel, seit 1997 allein war er Geschäftsführender Direktor seines Bonner Seminars. 2005 wurde er pensioniert und mit der ehrenamtlichen Fortführung der Seminarleitung betraut.
In der Erkenntnis, dass europäische Geschichte keine nationale sein kann, widmete Arnold sich seit 1965 vor allem der 800-jährigen Geschichte des Deutschen Ordens; denn dessen geistiger und politischer Einfluss reichte vom Heiligen Land bis in das Baltikum und nach Westeuropa. Mit ausländischen Autoren und Mitarbeitern machte Arnold diese Zusammenhänge auf Konferenzen in Belgien, Deutschland, Frankreich, Italien, Lettland, Litauen, in den Niederlanden, in Norwegen, Österreich, Polen und Russland deutlich. Von 1974 bis 1995 leitete er die Historische Kommission für ost- und westpreußische Landesforschung.
2014 wurde Udo Arnold als ordentliches Mitglied der Geisteswissenschaftlichen Klasse in die Sudetendeutsche Akademie der Wissenschaften und Künste berufen.
Arnold lebt in Bad Münstereifel.

## Auszeichnungen

### Stipendien und Preise
- Arnold-Dietrich-Schaefer-Stipendium der Universität Bonn (1967)
- Deutsche Forschungsgemeinschaft (1967–1969)
- Forschungsstipendium am Deutschen Historischen Institut in Rom (1973)
- Ehrengabe zum Ludwig-Dehio-Preis (1977)
- Westpreußischer Kulturpreis (1989)
- Sudetendeutscher Kulturpreis (2012)

### Orden
- Großes Verdienstkreuz des Deutschen Ordens (1975)
- Verdienstmedaille der Nikolaus-Kopernikus-Universität Toruń (1991)
- Offizierskreuz des Leopoldsordens (Belgien) (1994)
- Kavalierskreuz des Verdienstordens der Republik Polen (2008)
- Verdienstorden der Bundesrepublik Deutschland (Verdienstkreuz am Bande; 2010)[2]

### Ehrendoktorate
- Staatliche Universität Saratow (1999)
- Universität Ermland-Masuren zu Olsztyn (2012)
- Universität Debrecen (2022)

### Ehrenämter
- Ehrenvorsitzender der Historischen Kommission für ost- und westpreußische Landesforschung (seit 2011)
- Präsident der Internationalen Historischen Kommission zur Erforschung des Deutschen Ordens (seit 1985)
- Vorstandsmitglied vom Studienzentrum Alden Biesen (seit 1988)
- Beirat des Forschungszentrums für die Geschichte Westlitauens und Preußens an der Universität Klaipėda
- Vorsitzender des Stiftungsrats vom Nordostdeutschen Kulturwerk (1993–2001)
- Centro Interdipartimentale di Ricerca sull´Ordine Teutonico nel Mediterraneo, Università del Salento

### Mitgliedschaften
- Johann Gottfried Herder-Forschungsrat
- Towarzystwo Naukowe w Toruniu
- Ehrenritter des Deutschen Ordens (2015)

## Werk (Auswahl)

### Publikationen
- Beiträge zum Verfasserlexikon. In: Beiträge zur Geschichte der deutschen Sprache und Literatur. Band 88, Tübingen 1965, S. 143–158.
- Deutscher Orden und Preußenland. Ausgewählte Aufsätze anlässlich des 65. Geburtstages, hrsg. von Bernhart Jähnig und Georg Michels, Marburg 2005 (mit Schriftenverzeichnis bis 2005).
- Die Urkunden des Deutschordenszentralarchivs in Wien. Regesten, nach dem Manuskript von Marian Tumler herausgegeben, 1122–1526. 3 Bände, Marburg 2006–2007.
- Studien zur preußischen Historiographie des 16. Jahrhunderts. Wellm, Bonn 1967, ISBN 3-921456-10-X (zugleich: Dissertation, Universität Bonn, Philosophische Fakultät, 1967).

### Herausgeber
- Quellen und Studien zur Geschichte des Deutschen Ordens.[3]
- Tagungsberichte der Historischen Kommission für ost- und westpreußische Landesforschung.
- Einzelschriften der Historischen Kommission für ost- und westpreußische Landesforschung.
- Veröffentlichungen aus dem Projektbereich Ostdeutsche Landesgeschichte an der Universität Bonn.

### Ausstellungen
- 800 Jahre Deutscher Orden. Nürnberg (Germanisches Nationalmuseum) und Gütersloh 1990.
- Kreuz und Schwert. Der Deutsche Orden in Südwestdeutschland, im Elsaß und in der Schweiz. Mainau 1991.
- Ridders en priesters. Acht eeuwen Duitse Orde in Noordwest-Europa. Alden Biesen 1992.
- Der Deutsche Orden im Bonner Raum. Bonn 2000.